# Носков Микола Михайлович
Носков Микола Михайлович (01.01.1902 — 23.05.1966) — учасник Радянсько-німецької війни, командир відділення стрілецької роти 231-го гвардійського стрілецького полку 75-ї гвардійської стрілецької дивізії 30-го стрілецького корпусу 60-ї Армії Центрального фронту, Герой Радянського Союзу (17.10.1943), гвардії сержант.

## Біографія
Народився 1 січня 1902 року в м. Єгорьевськ (Рязанська губернія). Жив у с. Очер (зараз м. Очер,Пермський край), працював майстром у ремісничому училищі.
До Червоної Армії призваний у 1943 році. Був командиром відділення і парторгом стрілецької роти 231-го гвардійського стрілецького полку 75-ї гвардійської стрілецької дивізії.
Особливо відзначився при форсуванні річки Дніпро північніше Києва восени 1943 року, у боях при захопленні та утриманні плацдарму на правому березі Дніпра в районі сіл Глібівка та Ясногородка (Вишгородський район Київської області). Командир 231-го гвардійського стрілецького полку гвардії підполковник Маковецький Ф. Є. в нагородному листі написав, що в боях на Київському напрямку Носков проявив себе сміливим, рішучим і відважним командиром. В запеклому бою при форсуванні Дніпра був на вирішальних ділянках і одним з перших переправився на правий берег. Аби зірвати відхід противника за старий Дніпро, Носков зайшов у тил німців і знищив 4 човни, чим сприяв оточенню і знищенню піхоти противника на острові між новим і старим Дніпром. Переслідуючи гітлерівців, розвідав піший брід, вивів до нього роту і знов одним з перших форсував русло старого Дніпра.
В боях за Дніпро Носков особисто знищив 47 солдатів і офіцерів противника і гранатами подавив 5 кулеметних точок. Особистим прикладом сміливості і хоробрості надихав особовий склад, сприяв розгрому противника і успішній переправі батальйону.
Указом Президії Верховної Ради СРСР від 17 жовтня 1943 року за мужність і героїзм проявлені при форсуванні Дніпра і утриманні плацдарму гвардії сержанту Носкову Миколі Михайловичу присвоєне звання Героя Радянського Союзу з врученням ордена Леніна і медалі «Золота Зірка».
Після війни М. М. Носков демобілізувався, жив і працював у м. Очер. Помер 23 травня 1966 року.

## Нагороди
- медаль «Золота Зірка» № 1566 Героя Радянського Союзу (17 жовтня 1943)
- Орден Леніна
- Орден Червоної Зірки
- Медалі

## Пам'ять
- В навчальному центрі Сухопутних військ Збройних сил України «Десна» встановлено бюст Героя.
- В м. Очер на будинку, де жив Герой, встановлено меморіальну дошку.